# Arlene Boxhall
Arlene Nadine Boxhall (* 9. Oktober 1961 in Mufulira, Nordrhodesien, heute Teil von Sambia) ist eine ehemalige simbabwische Hockeyspielerin.
Aufgrund des Boykotts vieler Nationen bei den Olympischen Sommerspielen 1980 in Moskau gab es keinen afrikanischen Vertreter beim Hockeyturnier der Damen. Eine Woche vor Beginn stellte Simbabwe eine Mannschaft zusammen. Dieser gehörte auch Arlene Boxhall als Ersatztorhüterin an. Mit 18 Jahren war sie die jüngste Spielerin im Team, kam allerdings nicht zum Einsatz. Zur Überraschung aller wurde die Mannschaft Olympiasieger.